# Actenopsylla suavis
Actenopsylla suavis är en loppart som beskrevs av Jordan et Rothschild 1923. Actenopsylla suavis ingår i släktet Actenopsylla och familjen husloppor. Inga underarter finns listade i Catalogue of Life.